# Heraldos de la Buena Nueva
Los Heraldos de la Buena Nueva (en latín: Missionarii Comboniani Cordis Iesu), son una sociedad de vida apostólica católica de derecho pontificio, fundada por Jose Kaimlett el 14 de octubre de 1984, en Kurukuru, diócesis de Eluru, India. Los religiosos de esta congregación posponen a sus nombres las siglas H.G.N. La sociedad recibió el decreto pontificio de alabanza el 5 de maio de 1999.

## Historia
En diciembre de 1976, Pablo VI estableció la diócesis de Eluru, y el padre Jose Kaimlett fue designado para liderar este cambio; mas padre Kaimlett y quiso tanbièn fundar una sociedad de vida apostólica para ayudar a la Iglesia a promover las vocaciones sacerdotales. En 1984, su misión en la diócesis estaba prácticamente cumplida, y obtuvo el acuerdo, la aprobación de las constituciones y el apoyo de monseñor John Mulagada, obispo de Eluru, para crear su sociedad.
El 12 de diciembre siguiente, se establecieron en Kurukuru la casa matriz y el primer seminario menor. El 2 de febrero de 1985, el fundador, tres sacerdotes y dos hermanos se comprometieron permanentemente con el instituto en presencia del obispo. Tras la misa, los miembros eligieron por unanimidad al padre Jose Kaimlett como primer superior general de la sociedad. Fue reelegido el 26 de diciembre de 1990, durante el segundo capítulo general. 
El 5 de mayo de 1991, monseñor Mulagada, de acuerdo con las directrices de la Congregación para la Evangelización de los Pueblos, estableció el Instituto de Heraldos de la Buena Nueva como una sociedad clerical misionera de vida apostólica bajo la ley diocesana. El instituto fue reconocido en 1999 por Juan Pablo II y recibió la aprobación de sus constituciones por parte de la Santa Sede el 15 de agosto de 2009.
El padre Jose Kaimlett fundó otras dos sociedades de vida apostólica de derecho diocesano: las Hermanas de la Buena Nueva en 1992 y los Padres Misioneros de la Compasión en 2003.

## Actividades y presencias
El 13 de mayo de 2021, el papa Francisco nombró a Siby Mathew Peedikayil obispo de Aitape (Papúa Nueva Guinea). Es el primer obispo de esta Sociedad en la historia de la Iglesia.